# Григорьев, Анатолий Трофимович
Анатолий Трофимович Григорьев (род. 19 июля 1935, Заводское, Крымская АССР) — советский и украинский художник. Член Национального Союза Художников Украины (1994).

## Биография
Родился 19 июля 1935 года в селе Красный Кут, ныне Заводское Ленинского района Крыма.
Окончил Украинский полиграфический институт имени И. Фёдорова в 1981 году. Педагог по специальности: А. В. Иванченко.
Работал на Крымском художественно-производственном комбинате с 1967 года. С 1979 года участвовал в областных и республиканских выставках. Член Национального Союза Художников Украины с 1994 года. Жил и работал в городе Симферополе.

## Творчество
Работал в области живописи, графики. Создавал обобщённые художественные образы, насыщенные динамикой, экспрессией, живописными новыми контрастами.
Основные произведения:
- «Вид на Ай-Петри» (1992),
- «Крым. Альминская долина. Осень» (1992),
- «Тюмень. Самотлор» (1994),
- «Казантип. Вдовин мыс» (1994),
- «После шторма» (1994),
- «Казантип. Низовка — южный ветер» (1994),
- «Восточный Крым. На рассвете» (1994),
- «Степной Крым. Старый дом» (1994),
- «Присивашье» (2002).